# Metro de Kawasaki
O Metro de Kawasaki (em japonês: 川崎縦貫高速鉄道 Kawasaki jūkan kōsoku tetsudō) é um projeto de uma linha de sistema de metropolitano  que compreende 11 estações que serve a cidade japonesa de Kawasaki, na Região Metropolitana de Tóquio. Ela deverá ligar a Estação Kawasaki à Estação Shin-Yurigaoka.

## História
O projeto de um metrô a Kawasaki remonta a 1960. Em 1966, o Ministério dos Transportes planejou construir a linha entre as estações de Sangyōdōro e Yurigaoka.
Em 1985, o ministério mudou de plano para usar a linha sul da Musashino e de converter uma unicamente usando para cargas para transporte de passageiros. A Japanese National Railways não foi favorável devido à importância do transporte de cargas nessa linha.
Em 2001, o ministério anunciou o projeto de construção da linha entre Shin-Yurigaoka e Musashi-Kosugi, destruindo 1966 os planos de que foram passados para leste via Sangyō-Dōro.
No entanto, em 2003, devido à fraqueza econômica do Japão, o governo municipal decidiu suspender a construção pelos próximos cinco anos.
Em 2005, o traçado da linha é revisado e passará por Musashi-Kosugi no lugar de Motosumiyoshi, a fim de melhorar as cifras de negócios da linha.
A abertura total da linha de acordo com os planos atuais (de 2005) está prevista para 2018.

## Estações
Todas as estações estão localizadas no território do município de Kawasaki.
| Nome da estação   | Nome em japonês | Distância      | Distância | Distrito    |
| Nome da estação   | Nome em japonês | Entre estações | Total     | Distrito    |
| ----------------- | --------------- | -------------- | --------- | ----------- |
| Shin-Yurigaoka    | 新百合ヶ丘      | -              | 0,0       | Asao-ku     |
| Nagasawa          | 長沢            | 2,7            | 2,7       | Tama-ku     |
| Idaimae           | 医大前          | 1,4            | 4,1       | Tama-ku     |
| Zōshiki           | 蔵敷            | 1,0            | 5,1       | Miyamae-ku  |
| Inukura           | 犬蔵            | 1,6            | 6,7       | Miyamae-ku  |
| Miyamaedaira      | 宮前平          | 1,6            | 8,3       | Miyamae-ku  |
| Nogawa            | 野川            | 1,6            | 9,9       | Miyamae-ku  |
| Hisasue           | 久末            | 2,1            | 12,0      | Takatsu-ku  |
| Shibokuchi        | 子母口          | 1,3            | 13,3      | Takatsu-ku  |
| Todoroki-Ryokuchi | 等々力緑地      | 1,9            | 15,2      | Nakahara-ku |
| Musashi-Kosugi    | 武蔵小杉        | 1,5            | 16,7      | Nakahara-ku |